# Muriel Fabre-Magnan
Pour les articles homonymes, voir Fabre et Magnan.
Muriel Fabre-Magnan est une professeure de droit privé française. 

## Biographie
En 1991, Muriel Fabre-Magnan soutient sa thèse, intitulée Essai d'une théorie de l'obligation d'information dans les contrats, rédigée sous la direction de Jacques Ghestin. 
De 1999 à 2004, elle a été membre junior de l'Institut universitaire de France, et l'est à nouveau en tant que membre Senior depuis 2024. 
Muriel Fabre-Magnan est professeur des universités en droit privé et sciences criminelles à l'Université Paris 1 Panthéon-Sorbonne. Elle codirige avec Isabelle Aubert la Double Licence Philosophie - Droit de la même université. Elle était professeur à faculté de droit de Nantes de 1994 à 2004.

## Travaux
Muriel Fabre-Magnan est auteur de plusieurs ouvrages d'introduction au droit.  
En 2018, dans L'Institution de la liberté, elle traite des questions de consentement et de dignité face au droit, à partir d'un fait divers. Elle défend l'idée qu'être libre n’est pas la faculté de développer sans entrave sa propre volonté, mais que c’est être protégé contre certaines actions des tiers, contre certains traitements qu’ils pourraient nous infliger. S'opposant à une vision libertarienne qui voudrait que chacun est propriétaire de son propre corps et dispose d’un droit exclusif d’en user, et qu’un crime sans autre victime que celui qui consent à l’être n’est pas du ressort de l’État, elle critique des positions récentes de la Cour européenne des droits de l'Homme. À cela elle préfère les idées de John Rawls, qui réfute qu'il puisse exister un consentement à l’assujettissement.  

## Œuvres

### Livres
- 2010 : Introduction au droit, Que sais-je ?
- 2013 : La gestation pour autrui, Fictions et réalités, Fayard
- 2017 : Introduction générale au droit, avec François Brunet,  P.U.F.
- 2018 : Droit des contrats, Que sais-je ?
- 2021 : Droit des obligations, Contrat et engagement unilatéral, P.U.F., 6e éd.
- 2021 : Droit des obligations, Responsabilité civile et quasi-contrats, P.U.F., 5e éd.
- 2023 : L'Institution de la liberté, 2ème édition, collection « Quadrige » : , P.U.F.[5]

### Articles
- 2021 : L'État de droit est-il malade du Covid-19 ?, Le Figaro

### CD
- Introduction au droit en une heure, lu par Nicolas Pignon[6]